# لتی آرونسون
لتی آرونسون (انگلیسی: Letty Aronson؛ زادهٔ ۱۹۴۳) یک تهیه‌کننده اهل ایالات متحده آمریکا است. وی از سال ۱۹۹۴ میلادی تاکنون مشغول فعالیت بوده‌است.

## فیلم‌شناسی
- رویای کاساندرا
- هرچه نتیجه‌دار باشد